# ميرسيي (سقز)
قرية ميرسيي (بالكردية: میرسەیی) هي إحدى القرى التابعة لـكولتبه في ريف قسم زيويه من مقاطعة سقز، في محافظة كردستان الإيرانية.

## السكان
حسب إحصاءات سنة 2006، بلغ إجمالي السكان في ميرسيي 113 نسمة وعدد المساكن 20 مسكن. لغة سكان ميرسيي هي اللغة الكردية و هم من أهل السنة والجماعة والمذهب الشافعي.